# Botanischer Garten (Bad Langensalza)
Der Botanische Garten in Bad Langensalza, Thüringen, hat seinen Haupteingang an der Ecke Friedrich-Hahn-Straße und Feldstraße.
Er wurde im September 2001 gegründet und ist seit Juni 2002 der Öffentlichkeit zugänglich. Die Themenbereiche sind: Zwiebelpflanzen, Waldrandflora, Alpine Flora, Familienbeete, Heilpflanzen und Gewürzpflanzen, Sukkulenten und eine Bambus- und Gräserlandschaft. Das Zentrum des Botanischen Gartens bildet ein von Pergolen umrahmtes Areal für Sukkulente und Kübelpflanzen. Zu den Besonderheiten des Kakteenhauses zählen eine etwa 50 Jahre alte Unterart der Hundertjährigen Agave sowie mehrere Exemplare von Elefantenfüßen. Der Garten ist vom 1. Mai bis 31. Oktober geöffnet.
Weiter südlich befinden sich der Magnoliengarten, der Japanische Garten, der Rosengarten und der Schlößchenpark.